# 시게트센트미클로시구

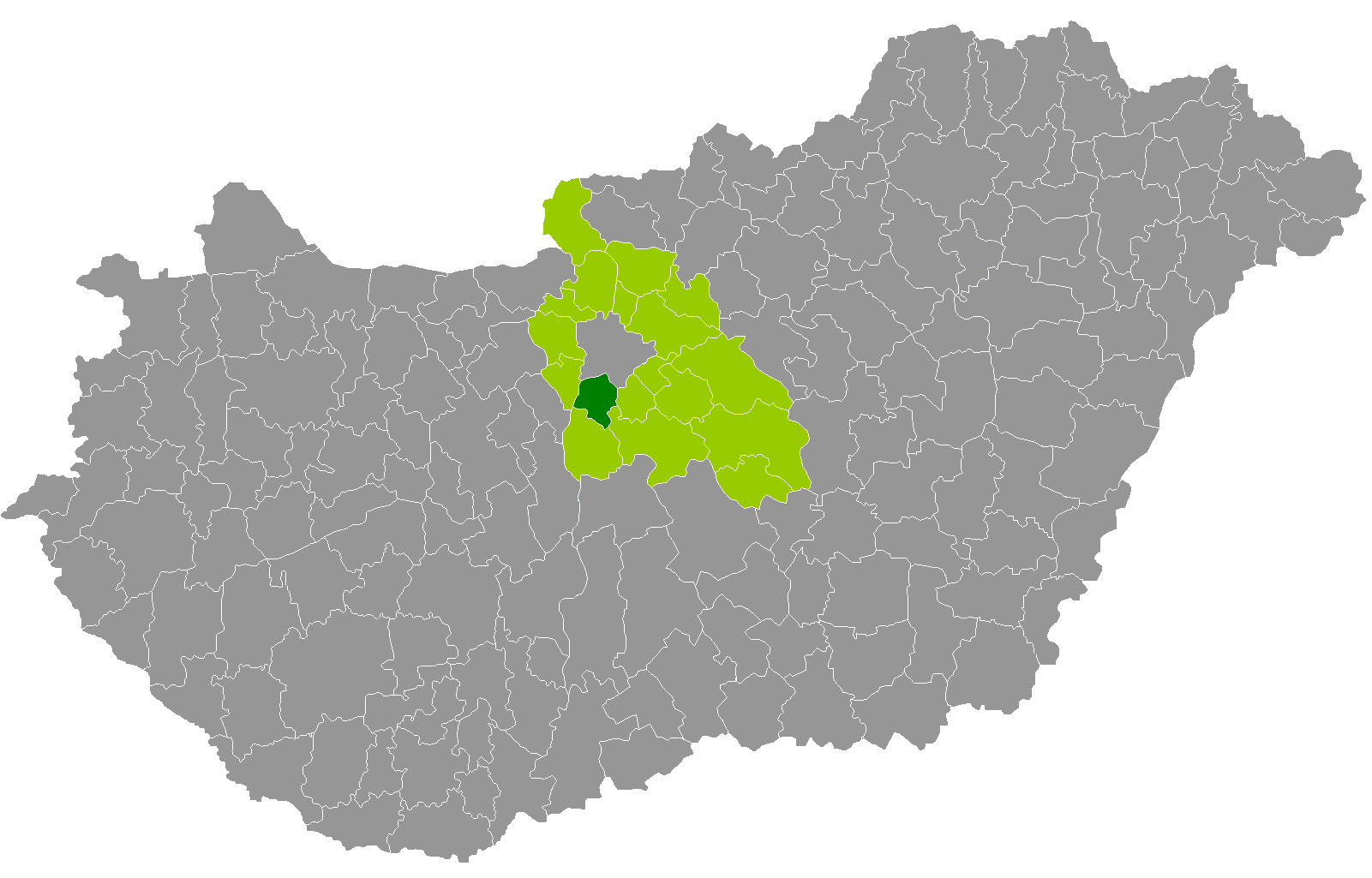
페슈트주 지도에 표시된 시게트센트미클로시구의 위치

시게트센트미클로시구(헝가리어: Szigetszentmiklósi járás)는 헝가리 페슈트주에 위치한 구로 구청 소재지는 시게트센트미클로시이며 면적은 211.28km2, 인구는 110,448명(2011년 기준), 인구 밀도는 523명/km2이다.
북쪽으로는 부다페스트, 동쪽으로는 잘구, 더버시구, 남쪽으로는 라츠케베구, 서쪽으로는 에르드구와 접한다. 9개 지방 자치체(6개 시, 3개 마을)를 관할한다.

구 문장